# Sean Harris
Sean Harris (Londres, 8 de febrero de 1966) es un actor británico más conocido por interpretar a Ian Curtis en la película 24 Hour Party People.

## Biografía
Sean estudió en el Drama Centre, en Londres y fue uno de los miembros del grupo 28 que entrenaron de 1989 a 1992.

## Carrera
En 2002 interpretó al cantante Ian Curtis en la película 24 Hour Party People, una interpretación por la que fue nominado a un premio Chlotrudis en la categoría de mejor actor de reparto.
En 2004 apareció en la película de terror Creep interpretando a Craig, un asesino psicópata que acecha a sus presas en el metro de Londres.
En 2005 dio vida a Nick Sidney en la película Brothers of the Head. 
En 2006 interpretó al asesino en serie Ian Brady en la película See No Evil: The Moors Murders. La película sigue la historia verídica de los notorios crímenes Moors cometidos por Ian y Myra Hindley, quienes asesinaron y violaron a cinco niños con edades entre los 10 y 17 años, uno de ellos Edward Evans, los cuerpos fueron encontrados en Saddleworth Moor. 
En 2007 apareció como personaje recurrente en la serie Cape Wrath donde interpretó a Gordon Ormond. Ese mismo año apareció en su primer largometraje británico independiente, Saxon, donde dio vida a Eddie
En 2008 apareció en la serie Ashes to Ashes donde interpretó a Arthur Layton. Ese mismo año apareció en la serie Waking the Dead donde interpretó al excriminal de guerra serbio Radovan Sredinic. Un año después apareció como invitado en un episodio de la serie Law & Order: UK donde dio vida a Roland Kirk. 
En 2009 Sean apareció en la comedia para internet Svengali escrita por Dean Cavanagh, donde interpretó al fotógrafo Anton Blair. Ese mismo año apareció en las tres películas de la serie Red Riding donde interpretó al inspector corrupto Bob Craven, también apareció en la película Harry Brown donde interpretó al traficante de drogas Stretch.
En 2010 apareció en la serie Five Daughters donde interpretó a Brian Tobin, el cofundador del proyecto Iceni. Ese mismo año apareció en la película Brighton Rock, donde dio vida al reportero Fred Hale, y en el cortometraje Native Son donde interpretó a John, un joven soldado que regresa a casa después de estar en una guerra pero que al llegar encuentra difícil acostumbrarse de nuevo a la vida "normal".
En 2011 se unió al elenco principal de la serie The Borgias donde interpretó a Don Miguel "Michelotto" de Corella, el asesino y ejecutor de la familia Borgia, hasta el final de la serie en el 2013.
En 2012 apareció en la película Prometheus interpretada por Michael Fassbender y Charlize Theron.
En 2014 se unió al elenco de la miniserie Jamaica Inn donde interpretó a Joss Merlyn, tío de Mary Yellan (Jessica Brown-Findlay) y esposo de Patience (Joanne Whalley).
Ese mismo año apareció en la película Deliver Us from Evil donde interpretó a Santino, un soldado poseído por el diablo que intenta atrapar a Ralph Sarchie (Eric Bana) mientras el padre Mendoza (Edgar Ramírez) busca liberarlo en un proceso de exorcismo. En ella, y pese a los pocos diálogos que tiene su personaje, puede apreciarse muy bien una actuación melodramática bien recibida por la crítica gracias a su excelente expresión corporal, que le otorgó un aún mayor reconocimiento en el continente americano.
A finales de marzo de 2016 se anunció que Sean se había unido al elenco de American Gods dando vida a Mad Sweeney. En mayo de 2016 se anunció que, debido a razones personales, Sean había salido de la serie y su personaje ahora sería interpretado por el actor Pablo Schreiber.

## Filmografía

### Series de televisión
| Año              | Título                         | Personaje           | Notas                                        |
| ---------------- | ------------------------------ | ------------------- | -------------------------------------------- |
| 2014             | Jamaica Inn                    | Joss Merlyn         | 3 episodios - miniserie                      |
| 2013             | Southcliffe                    | Stephen Morton      | 4 episodios - miniserie                      |
| 2011 - 2013      | The Borgias                    | Michellotto Corelia | 26 episodios                                 |
| 2010             | Five Daughters                 | Brian Tobin         | 3 episodios                                  |
| 2009             | Law & Order: UK                | Roland Kirk         | episodio "Community Service"                 |
| 2008             | Waking the Dead                | Radovan Sredinic    | 2 episodios                                  |
| 2008             | Ashes to Ashes                 | Arthur Layton       | 2 episodios                                  |
| 2007             | Cape Wrath                     | Gordon Ormond       | 5 episodios                                  |
| 2006             | See No Evil: The Moors Murders | Ian Brady           | 2 episodios - miniserie                      |
| 2003             | Strange                        | Robin Thomas        | episodio "Asmoth"                            |
| 2003             | The Vice                       | Miles Wilson        | episodio "Control"                           |
| 2002             | Judge John Deed                | Gerry Hewitt        | episodio "Political Expediency"              |
| 1994, 1997, 2002 | The Bill                       | Varios Personajes   | 3 episodios                                  |
| 2000             | Casualty                       | Tim Vanner          | episodio "Starting Over"                     |
| 1998             | Kavanagh QC                    | Mark Holmes         | episodio "Care in the Community"             |
| 1996             | A Mug's Game                   | Con                 | tv serie                                     |
| 1995             | The Vet                        | Neil Fairbrother    | episodio "Home Truths"                       |
| 1994             | Minder                         | Dean                | episodio "Bring Me the Head of Arthur Daley" |

### Películas
| Año  | Título                                   | Personaje           | Notas |
| ---- | ---------------------------------------- | ------------------- | --- |
| 2022 | El Extraño                               | Henry               | junto a Joel Edgerton |
| 2021 | El caballero verde                       | Rey Arturo          | junto a Dev Patel y Alicia Vikander |
| 2019 | El rey                                   | William Gascoigne   | |
| 2018 | Mission: Impossible - Fallout            | Solomon Lane        | junto a Tom Cruise, Rebecca Ferguson, Simon Pegg, Ving Rhames, Michelle Monaghan, Alec Baldwin, Henry Cavill, Vanessa Kirby, Sian Brooke y Angela Bassett |
| 2018 | Possum                                   | Philip              | junto a Alun Armstrong |
| 2015 | Misión imposible: Nación secreta         | Solomon Lane        | junto a Tom Cruise, Jeremy Renner, Simon Pegg, Ving Rhames y Alec Baldwin                                                                                 |
| 2015 | Trespass Against Us                      | -                   | |
| 2015 | Macbeth                                  | Macduff             | junto a Michael Fassbender, Marion Cotillard, Elizabeth Debicki, David Thewlis y Jack Reynor                                                              |
| 2014 | White                                    | Samuel              | corto - junto a Barry Keoghan |
| 2014 | Líbranos del mal                         | Santino             | junto a Eric Bana, Édgar Ramírez, Olivia Munn, Joel McHale y Dorian Missick                                                                               |
| 2014 | The Goob                                 | Womack              | junto a Sienna Guillory, Hannah Spearritt, Marama Corlett y Paul Popplewell                                                                               |
| 2014 | Serena                                   | Campbell            | junto a Jennifer Lawrence, Bradley Cooper, Toby Jones, Rhys Ifans, Blake Ritson y Sam Reid                                                                |
| 2014 | '71                                      | Cap. Sandy Browning | junto a Jack O'Connell, Sam Hazeldine, Paul Anderson, Sam Reid y Richard Dormer                                                                           |
| 2012 | Prometheus                               | Fifield             | junto a Michael Fassbender, Charlize Theron e Idris Elba                                                                                                  |
| 2011 | A Lonely Place to Die                    | Mr. Kidd            | junto a Melissa George, Ed Speleers y Eamonn Walker |
| 2010 | Brighton Rock                            | Hale                | junto a Helen Mirren, John Hurt y Andy Serkis |
| 2010 | Native Son                               | John                | corto - junto a Kirsty Strain |
| 2009 | Harry Brown                              | Stretch             | junto a Michael Caine, Iain Glen y Emily Mortimer |
| 2009 | Red Riding: In the Year of Our Lord 1983 | Bob Craven          | junto a Sean Bean, Jim Carter y David Morrissey |
| 2009 | Red Riding: In the Year of Our Lord 1980 | Bob Craven          | junto a Paddy Considine, Jim Carter y David Morrissey |
| 2009 | Red Riding: In the Year of Our Lord 1974 | Bob Craven          | junto a Sean Bean, Andrew Garfield y Anthony Flanagan |
| 2009 | Svengali                                 | Anton Blair         | junto a Matt Berry y Martin Freeman |
| 2007 | Saxon                                    | Eddie               | junto a Sarah Matravers |
| 2007 | Wedding Belles                           | Adrian Collins      | junto a Michael Fassbender |
| 2007 | Outlaw                                   | Simon Hillier       | junto a Sean Bean, Danny Dyer, Rupert Friend y Bob Hoskins                                                                                                |
| 2005 | Isolation                                | Jamie               | junto a Essie Davis, Marcel Iureș y Ruth Negga |
| 2005 | Brothers of the Head                     | Nick Sidney         | junto a Jonathan Pryce y John Simm |
| 2005 | Frozen                                   | Huracán Frank       | junto a Richard Armitage y Shirley Henderson |
| 2005 | Asylum                                   | Nick                | junto a Natasha Richardson, Ian McKellen y Marton Csokas                                                                                                  |
| 2004 | Creep                                    | Craig               | junto a Franka Potente y Vas Blackwood |
| 2004 | Trauma                                   | Roland              | junto a Colin Firth y Mena Suvari |
| 2002 | 24 Hour Party People                     | Ian Curtis          | junto a Steve Coogan, John Simm y Andy Serkis |
| 2002 | Tom & Thomas                             | Kevin               | junto a Aaron Taylor-Johnson y Sean Bean |
| 2001 | The Discovery of Heaven                  | Bart Bork           | junto a Stephen Fry, Neil Newbon y Viv Weatherall |
| 2001 | The Hunt                                 | Clem Mackie         | junto a Samantha Bond y Philip Glenister |
| 1999 | Jesus                                    | Thomas              | junto a Jeremy Sisto |
| 1995 | Signs and Wonders                        | Carl Maynard        | junto a James Earl Jones |

Videos musicales:
| Año  | Artista     | Canción | Notas                |
| ---- | ----------- | ------- | -------------------- |
| 2007 | Mark Ronson | Stop Me | apareció en el video |

## Premios y nominaciones
| Año  | Categoría             | Premio           | Serie/Película       | Resultado |
| ---- | --------------------- | ---------------- | -------------------- | --------- |
| 2014 | Best Leading Actor    | BAFTA TV Award   | Southcliffe          | Ganó      |
| 2003 | Best Supporting Actor | Chlotrudis Award | 24 Hour Party People | Nominado  |